# Яунпілс
Я́унпілс (латис. Jaunpils) — село в Латвії, Семигалія, Яунпілський край, Яунпілська волость. Населення — 928 осіб (2017)

## Назва
- Я́унпілс (латис. Jaunpils) — латиська назва з 1919 року; переклад з німецької.
- Но́єнбург (нім. Neuenburg, «Новий город») — традиційна німецька назва.

## Історія

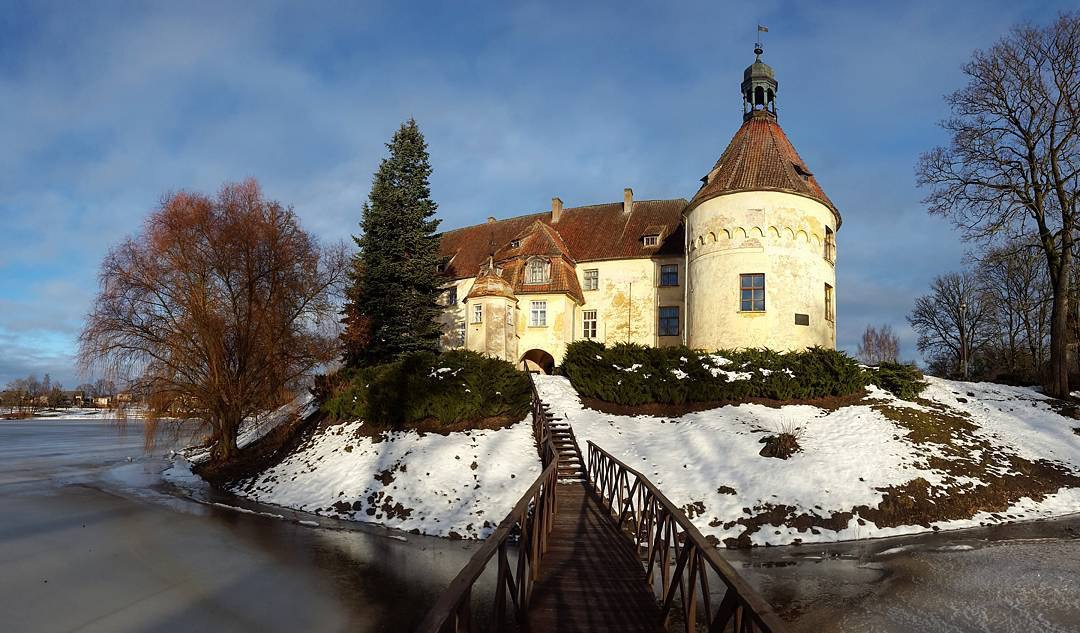
Ноєнбурзький (Яунпілський) замок

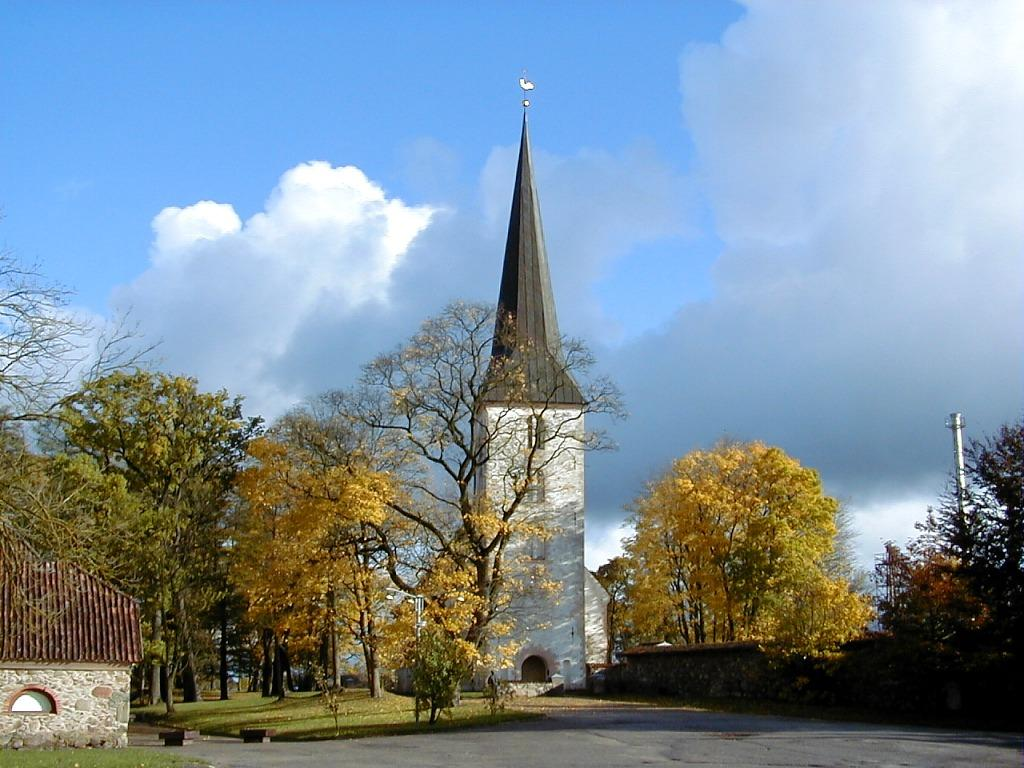
Лютеранська церква, фундована Реками.

Яунпілс виникло як поселення біля Ноєнбурзького замку і маєтку XIV століття. Замок був гніздом курляндської гілки німецького роду Реке. Найвідомішим власником округи був Маттіас фон дер Реке, герой битви під Кірхгольмом, про якого латиші складали страшні легенди.
1932 року Яунпілс отримав статус села.
Входив до складу Тукумського повіту, згодом — Тукумського району.
Від 2009 року — адміністративний центр Яунпілського краю.

## Економіка
Основою економіки Яунпілса є сільське господарство та туризм.
В селі працює Яунпілський молочний завод, заснований 1912 року.

## Уродженці
- Дітріх фон Кейзерлінг (1713—1793) — курляндський канцлер.
- Маттіас II фон дер Реке (1565—1638) — курляндський ландгофмейстер.